# Anna Goetze (Autorin)
Anna Marie Sophie Goetze (* 3. August 1869 in Schloen, Mecklenburg; † 17. März 1943 in Bad Pyrmont) war eine deutsche Schriftstellerin und Kunstkritikerin.

## Lebensumstände
Anna Goetze besuchte ein Lehrerinnenseminar in Schwerin, das sie mit Abschluss verließ, um für mehrere Jahre in die Schweiz und nach England zu reisen. 1887 bis 1897 lebte sie in München und wohnte in Schwabing mit ihrer Cousine Sophie Gallwitz  zusammen. Um 1900 muss sie nach Bremen gezogen sein, wo sie um 1907 wieder mit ihrer Cousine zusammenzog, deren feministische Positionen sie allerdings wenig teilte. Ab 1909 lebte sie mit der Innenarchitektin Elisabeth von Baczko und deren Schwester, der Fotografin Felicitas von Baczko in der Obernstraße 40/42. 1920 bis 1922 leitete sie mit Carl Weidemeyer das Graphische Kabinett in Bremen, eine Dependance der Berliner Kunsthandlung Israel Ber Neumann. 1933 zog sie mit Felicitas von Baczko in ihre mecklenburgische Heimat.

## Werk
In ihren frühen Jahren widmete sie sich vornehmlich der Schriftstellerei, veröffentlichte 1890 einen Band Märchen und Träum mit Kindheitserinnerungen, um 1912 schrieb sie ein Theaterstück Das Wunderbare. Um diese Zeit wandte sie sich dem Feuilleton zu und kommentierte für das Bremer Tageblatt das aktuelle Kunstgeschehen in Bremen. Dabei vertrat sie die Ideale der Reformbewegung, wie sie in den Produkten der Vereinigten Werkstätten oder den Exponaten der Kölner Werkbundausstellung von 1914 zum Ausdruck kam.
- Am Waldesrand. Märchen und Träume, Wismar 1890
- Schneeweiß und Rosenrot. Ein Märchenspiel in fünf Bildern, Bremen: Boesking, o. J. (um 1900–1910)